# إيك براون
إيك براون (بالإنجليزية: Ike Brown)‏ هو لاعب كرة قاعدة أمريكي، ولد في 13 أبريل 1942 في ممفيس في الولايات المتحدة، وتوفي بنفس المكان في 17 مايو 2001 بسبب سرطان.

## وصلات خارجية
- إيك براون على موقعبيزبول رفرنس.كوم (الدوري الرئيسي) (الإنجليزية)
- إيك براون على موقعبيزبول رفرنس.كوم (الدوري الثانوي) (الإنجليزية)